# 下谷坪土家族乡
下谷坪土家族乡是中华人民共和国湖北省神农架林区下辖的一个民族乡。

## 行政区划
下谷坪土家族乡下辖以下村级行政区划单位：
下谷坪社区、板桥河村、金甲坪村、兴隆寺村、太和山村、三股水村和相思岭村。